# Cedusa dilbata
Cedusa dilbata är en insektsart som beskrevs av Kramer 1986. Cedusa dilbata ingår i släktet Cedusa och familjen Derbidae. Inga underarter finns listade i Catalogue of Life.